# Max Kreuzer
Alois Max Kreuzer (* 10. April 1946; † 6. Februar 2024 in Erkelenz) war ein deutscher Heil- und Sonderpädagoge.

## Leben
Max Kreuzers berufliche Karriere begann 1974 als Mitarbeiter beim Deutschen Jugendinstitut. Er begleitete dort das Projekt der Differenzierten Grundschule der Stadt München. Im Anschluss wurde er Psychologischer Leiter einer Heilpädagogischen Tagesstätte.
1982 veröffentlichte er seine erste Publikation Ausgleichende Erziehung in der Grundschule: zur Entwicklung eines integrativen Förderkonzepts im Kösel-Verlag, ein erstes, vielbeachtetes Buch zur damaligen Integration in der Grundschule. Dies stellte gleichzeitig eine Umarbeitung seiner Dissertationsschrift dar. In den 1980ern begann er sich außerdem in der Gewerkschaft Erziehung und Wissenschaft (GEW) zu engagieren, insbesondere in der „Fachgruppe Sozialpädagogische Berufe“.
1989 wechselte Kreuzer in die Wissenschaft. Er wurde als Professor für Heil- und Sonderpädagogik an die Hochschule Niederrhein berufen und engagierte sich bis zu seiner Emeritierung 2014 in der Lehrer- und Erzieherbildung. 2010 wurde er außerdem Mitgeschäftsführer des neu eingerichteten Kompetenzzentrums „Ressourcenorientierte Alter(n)sforschung – REAL“.
2006 war er führendes Mitglied im Arbeitskreis Inklusion der GEW und gab in dieser Funktion die Handreichung Index für Inklusion heraus, die mit mehr als 30.000 Exemplaren die meistverkaufte Handreichung für die Kita-Praxis wurde. 2011 erschien das Standardwerk „Dabeisein ist nicht alles“ – Inklusion und Zusammenleben im Kindergarten  mit Aufsätzen zum Paradigmenwechsel von der Integration zur Inklusion im Kindergarten. Vielbeachtet war außerdem sein Band Gewalt ist auch weiblich, den er zusammen mit Straf- und Jugendrichter Bernd Geiger Battermann über gewaltbereite Mädchen und junge Frauen veröffentlichte.

## Werke

### Monografien
- Ausgleichende Erziehung: Förderung in der Grundschule. Kösel-Verlag 1982. ISBN 978-3-466-30243-7
- Handlungsmodelle in der Familienhilfe: zwischen Networking und Beziehungsempowerment Neuwied/Kriftel: Luchterhand 2001. ISBN 978-3-472-04855-8

### Herausgeberschaften
- Video-Home-Training : Kommunikation im pädagogischen Alltag ; eine erprobte Methode (nicht nur) in der Familienhilfe. Mit Helga Räder. Mönchengladbach: Fachhochschule Niederrhein, ISBN 978-3-9803676-7-7
- Behindertenhilfe und Sozialpädagogik – Erfahrungen und Praxisbeispiele aus Dänemark. Neuwied: Luchterhand 1999, ISBN 978-3-407-56126-8
- „Dabeisein ist nicht alles“ : Inklusion und Zusammenleben im Kindergarten. Mit Borgunn Ytterhus. München/Basel: E. Reinhardt 2008. (insgesamt 3 Auflagen, 2011 aktualisiert)
- Gewalt ist auch weiblich Band 2: Analysen, Hintergründe, Interventionen. Mit Bernd Geiger-Battermann. Mönchengladbach: Fachhochschule Niederrhein, ISBN 978-3-933493-24-8